# 폴리 페럿
폴리 퍼렛(Pauley Perrette, 영어 발음: /pəˈrɛt/, 1969년 3월 27일 ~ )은 미국의 배우, 가수이다. 미국 CBS 텔레비전 시리즈 《NCIS》에 법과학 전문가 애비 슈토 역으로 출연하였다.

## 출연 작품
- 슈퍼맨 vs. 엘리트 (2012)
- 사탄은 당신을 미워한다 (2010)
- 싱글래러티 이즈 니어 (2010)
- 팟헤드: 더 무비 (2005)
- 브라더 베어 (2003)
- 레드 스카이 (2002)
- 링 (2002)
- 마이 퍼스트 미스터 (2001)
- 서빌리티 (2000)
- 올모스트 페이머스 (2000)
- 배트맨 비욘드: 더 무비 (1999)

### 텔레비전
- The Drew Carey Show (1998)
- 도슨의 청춘일기 (2001)
- NCIS (2003-18)
  - NCIS: 로스앤젤레스 (2009)
  - NCIS: 뉴올리언스 (2014. 2016)
- 더 레이트 레이트 쇼 위드 크레이그 퍼거슨 (2005-15)